# بل فونتین (آلاباما)
بل فونتین (به انگلیسی: Belle Fontaine) شهرکی در شهرستان موبایل ایالت آلاباما است که مساحت آن ۴٫۹۷ کیلومترمربع است و در سرشماری سال ۲۰۱۰ میلادی، ۶۰۸ نفر جمعیت داشته و تراکم جمعیتی آن، ۱۲۲٫۳۳ در کیلومترمربع بوده است.